# Дорр, Энтони
Энтони Дорр (англ. Anthony Doerr, род. 1973; Кливленд) — американский писатель, автор романов и коротких рассказов, обладатель Пулитцеровской премии за роман «Весь невидимый нам свет».

## Биография
Энтони Дорр родился и вырос в Кливленде, штат Огайо. Учился в школе при университете, которую окончил в 1991 году. В Боудин-колледже будущий писатель специализировался по истории, окончил колледж в 1995 году. В университете Боулинг Грин  Энтони Дорр получил степень магистра изящных искусств.
Дорр живёт в городе Бойсе, штат Айдахо.

## Семья
- Женат, двое сыновей.

### Романы
- «Про Грейс» (2004)
- «Весь невидимый нам свет» (2014)
- «Птичий город за облаками» (2021)

### Сборники рассказов
- «Собиратель ракушек» (2002)
- «Стена памяти» (2010)

### Мемуары
- Four Seasons in Rome: On Twins, Insomnia, and the Biggest Funeral in the History of the World (2007)